# 非常夏日
《非常夏日》是中国导演路学长的第二部作品。
剧情取材于《北京晚报》的真实报道。该片获得了第七届大学生电影节最佳导演奖（路学长）、最佳新人奖（潘粤明）；第十届上海电影评论学会年度“十佳影片”。